# São João da Canabrava
São João da Canabrava é um município brasileiro do estado do Piauí.

## História

### A Colonização
O processo de colonização de São João da Canabrava se deu paralelamente ao desbravamento do sertão piauense, na medida em que os criadores de gado expandiam o espaço pecuarista, conquistando novas áreas ainda não monopolizadas pelos grandes senhores.
O povoamento da região tem como marco inicial na primeira metade do século XIX, quando a região se torna atrativa, devido a fertilidade da terra (dois riachos ali existentes) e as boas condições para a instalação de fazendas de gado. O primeiro colonizador foi o Padre Manoel Florêncio dos Santos, que encontrou na região, condições adequadas para o desenvolvimento da pecuária e da agricultura de subsistência. O padre fundou às margens dos riachos, a fazenda de nome “Outra Banda”, e juntamente com seus escravos e vaqueiros, passou a desbravar as terras praticando a pecuária extensiva e uma agricultura de subsistência (feijão, cana-de-açúcar e mandioca). O Padre Manoel Florêncio também desenvolveu suas atividades sacerdotais, celebrando missas, casamentos e batizados.
Padre Manoel Florêncio dos Santos nasceu em 1808. Ordenou-se padre em Salvador no ano de 1833. Tornou-se pioneiro na colonização de São João da Canabrava, quando em 1838 fundou a Fazenda Outra Banda( Atual Brejo). Prestou seus serviços sacerdotais na Capela de Nossa Senhora da Conceição, em Bocaina, em Picos e em São José do Piauí (1856-1859). Fez parte da organização do Partido Conservado de Picos (julho/1889), ocupando o cargo de conselheiro. Faleceu no ano de 1901.

### Emancipação Política
Durante o período do Regime Militar no Brasil (1964-1985), o povoado de São João da Canabrava, não granjeava o mínimo de desenvolvimento econômico. Sua população, sobremaneira não muito elevada, vivia da pecuária extensiva e da agricultura de subsistência sem quase nenhum benefício governamental, pois o lugar não dispunha de recursos financeiros, bem como infraestrutura mínima necessária que pudesse promover o seu crescimento e a Prefeitura Municipal de Picos limitava em dispensar maior atenção no tocante aos empreendimentos necessários ao seu desenvolvimento. As poucas melhorias urbanísticas ocorreram apenas no final dos anos de 1970 e início dos anos de 1980, quando o lugar recebeu Mercado Público (1975); Matadouro Público (1979); energia elétrica (1981); sistema de abastecimento de água (1983); Posto Telefônico (1985); uma pequena parte da rua principal recebeu calçamento.
A partir de meados da década de 1980, com a intenção de mudar essa situação, o Senhor Pedro Bento Bezerra, natural de São João da Canabrava (povoado Barras), filho de Bento José Bezerra e Ana Teodoro Bezerra, empresário de renome nacional, proprietário da Transportadora Bezerra, passou a frequentar mais o lugar e mesmo ciente dos possíveis problemas relacionado às possibilidades de inexistência dos requisitos mínimos, começou a lançar a ideia da emancipação política. O mesmo foi construindo com recursos próprios, uma pequena infraestrutura local urbana e social, a exemplo de: Praça Pública com televisão; Clube Social; Lavanderia Pública; Serviço de Rádio Comunitária com alto-falante; Sociedade Progresso de São João da Canabrava – SPROCAN com sede própria e armazém. A Ideia de Emancipação Política foi aos poucos sendo empunhada pelas lideranças políticas locais e pessoas de influência da época.Nessa luta, várias etapas tiveram que ser superadas e vencidas, dentre as quais se destacou a conscientização da população através de reuniões nas comunidades que visaram mostrar os benefícios de uma administração mais descentralizada, objetivando também que tal ideia fosse aprovada pelo maior número possível de eleitores numa necessária consulta plebiscitária, e o senhor Pedro Bento Bezerra participou ativamente desse processo. Dado que quase totalidade da população aprovou a ideia, a partir daí, passou a depender apenas do encaminhamento legal para apresentação dos requisitos mínimos necessários, para posterior aprovação plebiscitária e da Assembleia Legislativa do Estado. A ideia da criação do município de São João da Canabrava a partir do desmembramento do município de Picos não sofreu quase resistência dos políticos picoenses. As poucas argumentações contrárias apoiavam-se na tese de que Picos não podia perder espaço territorial, mas isso não chegou a prejudicar intensamente o processo de emancipação, pois a resistência era tímida e pequena.
Mediante o amparo legal existente, era preciso desenvolver os trâmites que viabilizassem o processo emancipatório. Com base nessas prerrogativas, Pedro Bento Bezerra, dentre outras lideranças locais fizeram a solicitação junto ao IBGE (Instituto Brasileiro de Geografia e Estatística), no sentido de concretizar a contagem da população local, para que o pretenso novo município pudesse atingir a quantidade mínima exigida pela lei (Dez mil habitantes).
Com o término do levantamento censitário, o IBGE apresentou os números populacionais provenientes da Contagem da População (1987), totalizando 10.256 habitantes, abrangendo as datas Guaribas Santos Úrsula e Parte das datas Buriti das Éguas e Colônia, incluindo, portanto, o povoado de São Luís das Guaribas. Com os resultados da quantificação populacional favorável e com o estudo de viabilidade municipal atendendo a todos os requisitos exigidos pela lei, as movimentações políticas direcionaram no sentido de formalizar a solicitação junto à Assembleia Legislativa do Estado para a constituição do Município. O senhor Pedro Bento Bezerra começou a contactar junto ao seu correligionário - Fernando Monteiro (PFL), que era deputado estadual na época, para apresentar o projeto de lei dispondo sobre a criação do município de São João da Canabrava na Assembleia Legislativa.
A partir da data marcada para o plebiscito, lideranças locais começaram a cogitar alguns possíveis nomes para a futura cidade. No princípio, Pedro Bento Bezerra planejou apresentar o nome "Petrônio Portela", mudado posteriormente para “Coronel Bento Bezerra”. Mas, diante de uma moderada rejeição popular a esses nomes e de uma intensa campanha de assinaturas liderada por Gregório Borges em favor do nome já existente, Pedro Bento passou a dar total apoio ao nome “São João da Canabrava” (nome defendido pela maioria das lideranças locais); Outros nomes concorreram na disputa como: Rio Guaribas (defendido pelo vereador Severiano Teodoro de Sousa, eleito pelo PMDB de Picos em 1982); São Luís do Piauí (apresentado pela liderança de Joaquim Bezerra) e Guaribas do Piauí. Todas as lideranças eram unânimes em convencer todo eleitorado a comparecer às urnas e, sobretudo votar no “sim” pela emancipação.
Após a sanção do governador Alberto Silva, o município foi oficialmente emancipado, e o que parecia utopia, efetivou-se em 11 de abril de 1988, com a publicação no Diário Oficial do Estado do Piauí, data que sua população passou a comemorar o aniversário da cidade. São João da Canabrava permaneceu sob jurisdição política de Picos até a posse do seu primeiro prefeito, Pedro Isidoro Neto, em 1° de janeiro de 1989. Estava assim realizado o sonho da maioria da população canabravense, sua emancipação política-administrativa já era realidade, encerrando uma etapa de sua história e iniciando uma nova era de esperança e novos sonhos.

## Geografia
Localiza-se a uma latitude 06º81'00" sul e a uma longitude 41º34'35" oeste, estando a uma altitude de 310 metros. Situa-se na microrregião de Picos, mesorregião do Sudeste Piauiense. Sua população estimada em 2004 era de 4.144 habitantes. Possui uma área de 471 km². Foi criado em 1988.

### Aspectos Fisiográficos
As condições climáticas do município de São João da Canabrava (com altitude da sede a 310 m acima do nível do mar) apresentam temperaturas mínimas de 26º C e máximas de 36 o C, com clima semiúmido e quente. Ocasionalmente, chuvas intensas, com máximas em 24 horas. A precipitação pluviométrica média anual (registrada, na sede do município, 600 mm) é definida no Regime Equatorial Continental, com isoietas anuais entre 800 a 1.400 mm e trimestres janeiro-fevereiro-março e dezembro-janeiro-fevereiro como os mais chuvosos. Os meses de janeiro, fevereiro e março constituem o trimestre mais úmido. Estas informações foram obtidas a partir do Perfil dos Municípios (IBGE – CEPRO, 1998) e Levantamento Exploratório - Reconhecimento de solos do Estado do Piauí (1986).
As formas de relevo, compreendem, principalmente, superfícies tabulares reelaboradas (chapadas baixas), relevo plano com partes suavemente onduladas e altitudes variando de 150 a 300 metros; superfícies tabulares cimeiras (chapadas altas), com relevo plano, altitudes entre 400 a 500 metros, com grandes mesas recortadas e superfícies onduladas com relevo movimentado, encostas e prolongamentos residuais de chapadas, desníveis e encostas mais acentuadas de vales, elevações (serras, morros e colinas), com altitudes de 150 a 500 metros. Dados obtidos a partir do Levantamento Exploratório-Reconhecimento de solos do Estado do Piauí (1986) e Geografia do Brasil–Região Nordeste (IBGE, 1977).

### Geologia
Duas unidades geológicas pertencentes às coberturas sedimentares apresentam exposições na área do município. Na porção superior do pacote sedimentar ocorrem os sedimentos da Formação Cabeças, a qual reúne arenito, conglomerado e siltito. Na parte inferior repousam os sedimentos da Formação Pimenteiras que agrupa arenito, siltito e folhelho.